# Shahrestān di Hirmand
Lo shahrestān di Hirmand (farsi شهرستان زابلي) è uno dei 18 shahrestān del Sistan e Baluchistan; precedentemente era una circoscrizione dello shahrestān di Zabol. Il capoluogo è Dust Mohammad (farsi دوست‌محمد), una città di 6.902 abitanti (2006).